# Oswald Haerdtl
Oswald Haerdtl (17. března 1899 Vídeň – 9. srpna 1959 Vídeň) byl rakouský architekt, designér a učitel.

## Životopis
Narodil se jako druhé dítě Leopoldine Reiter rozené Reichert (1873–1954) a učitele Karla Haerdtla (1857–1934). Než ho jeho biologický otec adoptoval v roce 1919, používal příjmení své matky a svému otci musel říkat „strýčku”. Vyrostl v Kahlenbergerdorfu na okraji Vídně v bezprostřední blízkosti Dunaje.

### Studium
Po základní škole navštěvoval reálku a gymnázium v sousedním Klosterneuburgu. Kvůli špatnému prospěchu přešel na dva roky na Erzherzog-Rainer-Realgymnasium ve Vídni-Leopoldstadtu, kde se jeho prospěch příliš nezlepšil. Od čtrnácti let se učil truhlařinu v podniku svého strýce Heinricha Scheranka.
V roce 1916 nastoupil na Uměleckoprůmyslovou školu ve Vídni ke Kolomanu Moserovi. V březnu 1917 studium přerušil, aby se přihlásil jako dobrovolník k 1. střeleckému pluku ve Vídni. Vojenský výcvik absolvoval v Bruck an Der Leitha a poté byl vyslán jako vojín do Bukoviny. Také se dobrovolně přihlásil k pilotnímu výcviku, který se však kvůli rozpadu Rakouska-Uherska neuskutečnil.
Po skončení 1. světové války pokračoval ve studiu na Uměleckoprůmyslové škole. Od května 1919 navštěvoval přednášky Oskara Strnada a v zimním semestru 1919/1920 byl přijat do Strnadova atelieru architektury. Kromě Strnada, Haerdtla formovaly přednášky Josefa Franka. V roce 1921 ukončil studium diplomovou prací „Dům na pylonech” a obdržel Eitelbergerovu cenu za celkové úspěchy ve studiu. Také jako první obdržel nově vytvořenou Státní cenu.

### Raná tvorba

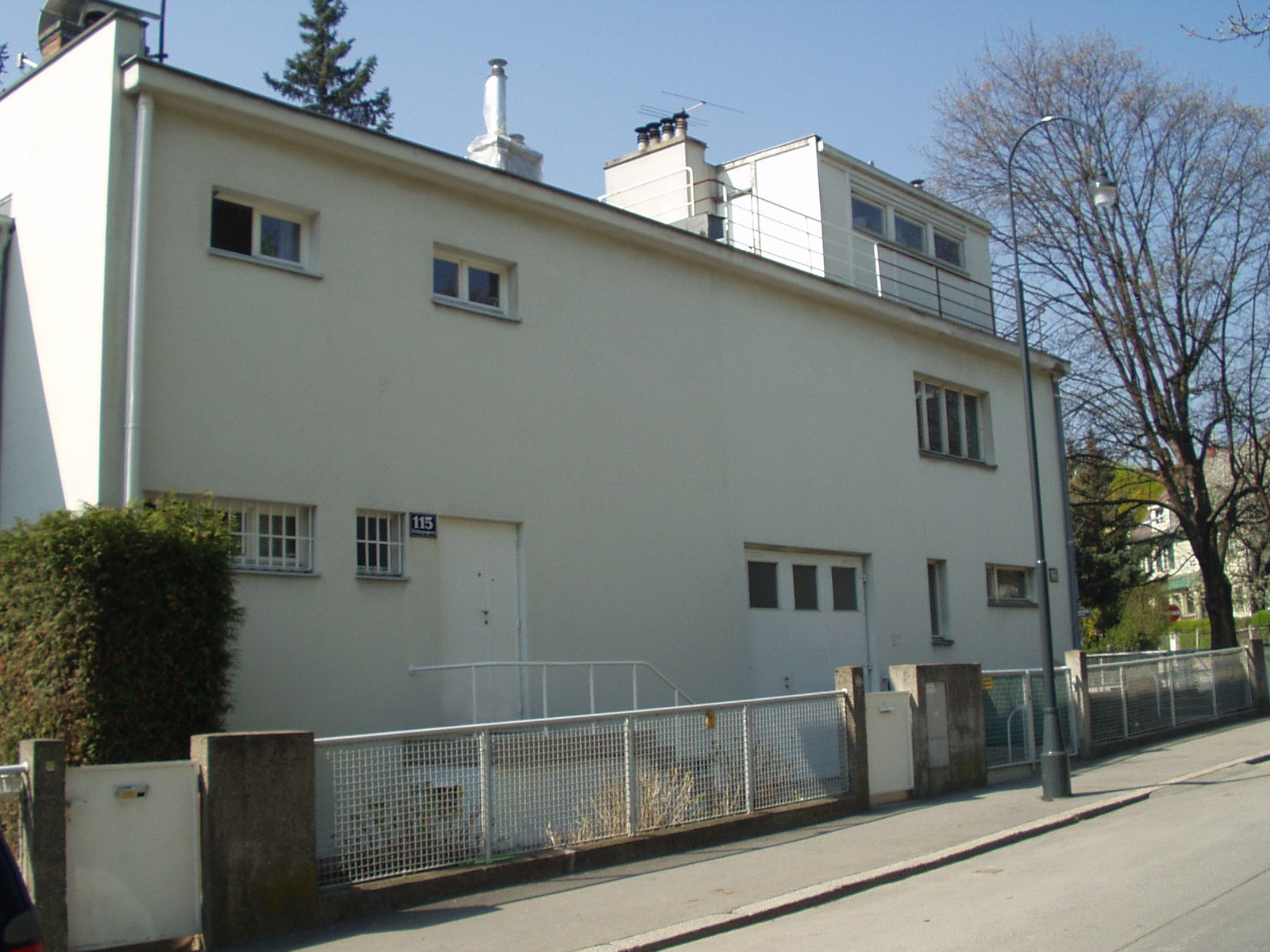
Dvojdomek ve Werkbundsiedlung, č. 13

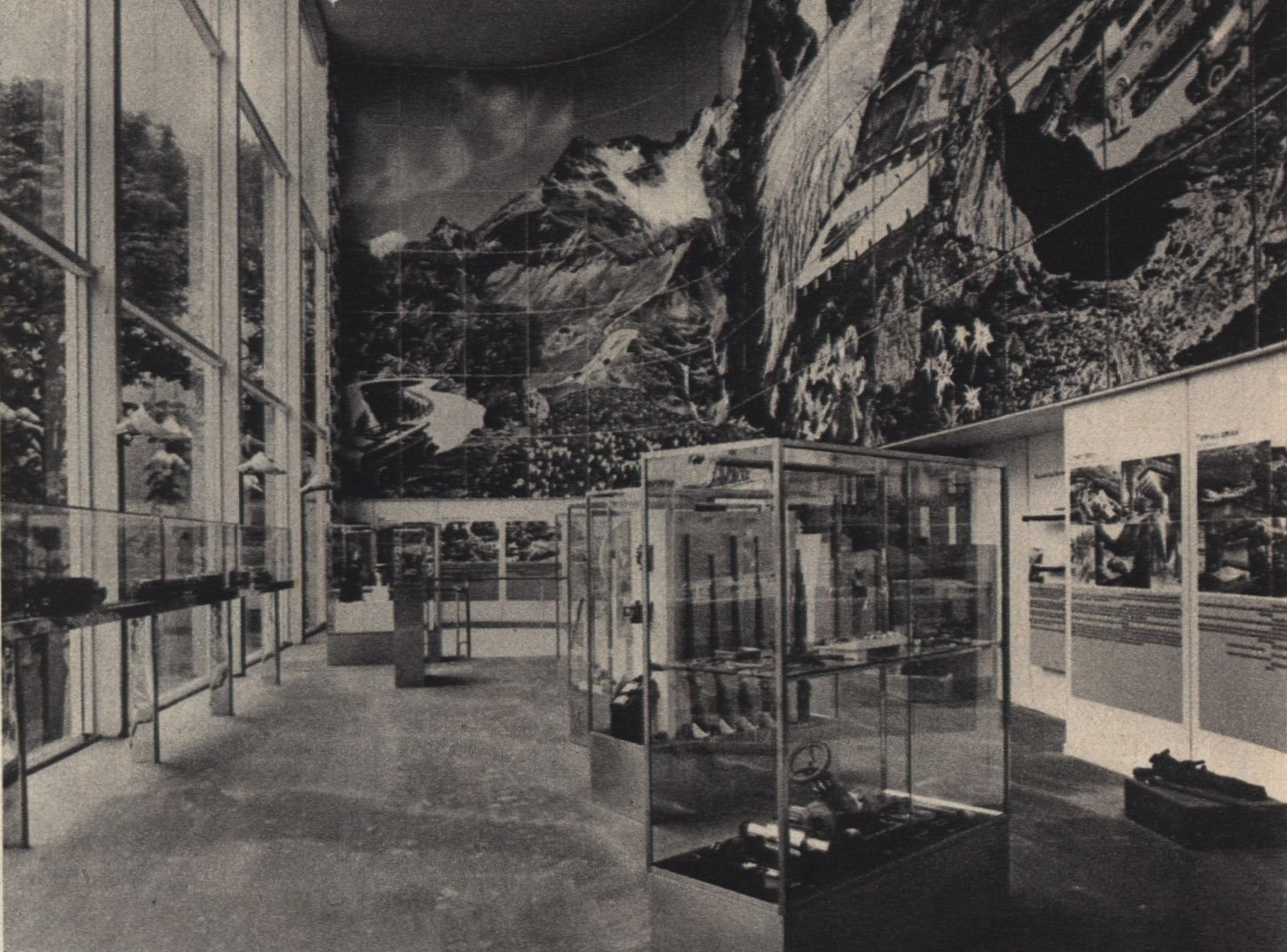
Výstava „Průmysl a technologie“ v rakouském pavilonu na světové výstavě v Paříži v roce 1937

Po ukončení studia se věnoval umělecké tvorbě. V roce 1922 se stal pomocným učitelem v ateliéru Josefa Hoffmanna na Uměleckoprůmyslové škole. V roce 1927 se oženil Hoffmannovou studentkou Carmelou Prati (1901–1989). Pod vlivem uměleckého hnutí De Stijl, našel moderní architektonický jazyk, založený na jednoduchém elementu jakým byl povrch, což bylo pro tehdejší Vídeň neobvyklé. V roce 1924 začal pracovat v soukromém atelieru Josefa Hoffmana. Prvním projektem na kterém pracoval byl pavilon pro Mezinárodní výstavu moderní uměleckoprůmyslové výroby v Paříži. Za vedení stavby odpovídal Max Fellerer, který měl na starosti i administrativu Hoffmannova ateliéru. Haerdtl mu několik týdnů v Paříži asistoval. Tento čas v Paříži také využil ke studiu současného vývoje architektury a umění. Mimo jiné navštívil některé budovy a ateliér Le Corbusiera a také se seznámil s Jeanem Lurçatem, André Lurçatem a Fernandem Légerem.
V roce 1933 byl přizván Josefem Frankaem, aby navrhl a realizoval domy (č. 30 a č. 40) pro dělnickou kolonii Werkbundsiedlung ve Vídni, což bylo jeho první samostatné dílo. Na projektu tehdy pracovalo 32 architektů a vzniklo 70 domů. Projekt je považován za jeden z nejlepších příkladů moderní architektury a představuje jedinečné kulturní dědictví.
V roce 1935 byl jmenován profesorem architektury po svém učiteli Oskaru Strnadovi, který toho roku zemřel. Pro světovou výstavu v Bruselu 1935 a světovou výstavu v Paříži 1937 postavil rakouské pavilony. U těchto dvou staveb dosáhl mimořádně vysoké architektonické kvality a oba pavilony jsou rovněž považovány za jeho stěžejní díla.

### 2. světová válka
Po připojení Rakouska k Německé říši mu byl v roce 1938 demonstrativně znemožněn vstup na univerzitu. Byl obviněn, že pro své projekty zaměstnával příliš mnoho židovských firem, a že nebyl dostačně často přítomen na univerzitě, kvůli svým pracovním důvodům. Z těhto obvinění však nevyplynuly žádné vážné následky. Rozhodl se však pro rafinovaný protest, když nechal na zadní stěnu své třídy připevnit nápis „Právo musí zůstat správné”. Od roku 1938 souběžně se svým architektonickým atelierem vedl také atelier komerčního a průmyslového designu. V roce 1939 spolu s Josefem Hoffmanem navrhl poslední vídeňský operní ples před válkou. Krátce poté došlo k údajně násilnému rozchodu s jeho mentorem, kvůli politickým postojům. V roce 1940 byl ke svému překvapení povolán k Wehrmachtu. Po zástání z několik stran byl prohlášen za „nepostradatelného”. Pořádková situace v jeho atelieru, byla po změně režimu dlouhodobě špatná. Haerdtl usilovně pracoval na návrzích produktů pro podniky Deutsche Werkstätten Hellerau, Berndorfer Metallwarenfabrik, Welz, ale také pro městskou správu Mannheimu a města Vídně. V okupovaném Polsku viděl potenciál pro podnikání a otevřel si pobočku v Krakově, která se později kvůli válce přestěhovala do Vratislavi. Jeho nejvýznamnějším dílem z tohoto období je nový Park Hotel v Krakově, který je zároveň jeho největší stavbou. Ke konci války byl úřad pověřen maskováním průmyslových areálů.
Oswaldu Haerdtlovi byla v roce 1944 věnována osobní výstava v prostorách umělecko-řemeslného spolku ve Vídni.

### Poválečné období

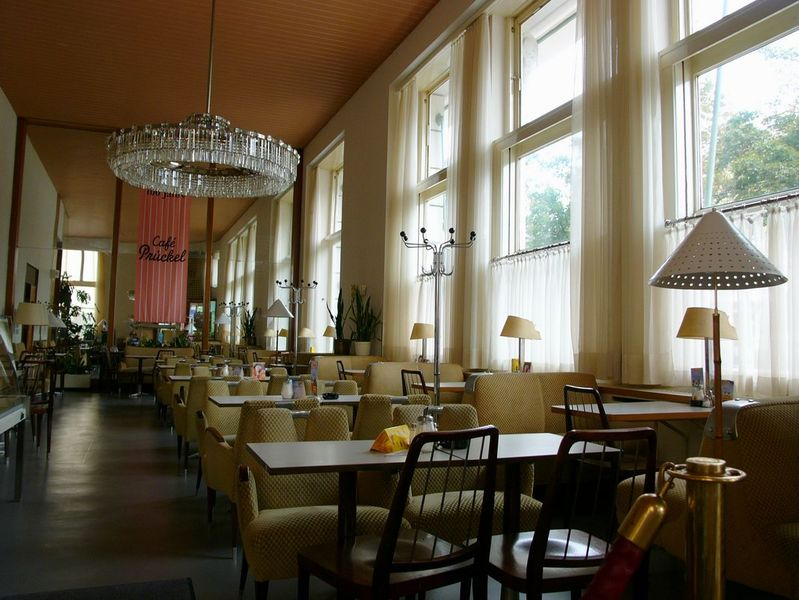
Interiér Café Prückel, navržený v roce 1954

Po skončení války se Haerdtl připojil k umělecké skupině Werkbund a uspořádal první výstavu v obchodě, který byl za války poškozen. S citem pro společenské změny volal po tom, aby se Werkbund intenzivněji zabýval průmyslovými produkty a to jak ze sociálního, politického i tvůrčího hlediska. Znovu obnovil rakouskou pobočku CIAM, která ztratila své zástupce, když před válkou emigrovali Josef Frank a Walter Loos. Heardtl skupinu sjednotil a aktivně se snažil navázat kontakt s vyloučenými kolegy. Důležitým projektem v této souvislosti byla urbanistická studie pro vídeňské náměstí Stephansplatz ve spolupráci s Karlem Schwanzerem a Wilhelmem Schüttem z roku 1948.
V roce 1947 Haerdtl předložil projekt, do vyzvané soutěže pro válkou zničené divadlo Burgtheatr ve Vídni. V projektu zachoval vnější vzhled stavby, ale divadelní sál navrhl jako moderní galerijní divadlo s dobrými diváckými a poslechovými podmínkami pro všechna sedadla. Projekt byl oceněn ex aequo s projekty Michaela Engelhardta a Otto Niedermosera. Realizován byl však konzervativní projekt Michaela Engelhardta. Jedním z ústředních Haerdtlových projektů byla rekonstrukce a vybavení reprezentačních místností Spolkového kancléřství ve Vídni v roce 1948, které byly poškozeny válkou. Pečlivé a precizní zpracování všech detailů a inherentně vědomé narážky a citace klasické architektury se spojily do rakouského, kulturně nadřazeného stylu, který je stále poplatný.
V 50. letech byla scéna vídeňských kaváren obohacena o „styl espresso“ dovezený z Itálie. Nevýraznější prostorovou realizaci Haerdtl vytvořil pro pobočky kaváren společnosti Arábie. Design spojoval italskou eleganci s lehkostí a dynamikou. Haerdtl pro tento projekt také navrhl menu, pozvánky, vázy, šálky na kávu a čaj. Oblečení obsluhujícího personálu, které zapadalo do architektonického rámce, navrhla jeho manželka Carmela Haerdtl. Žádný z interiérů kaváren se nedochoval. Poslední byl zničen až v roce 1999, ačkoli z jeho původní podoby zbylo již velmi málo.
Haerdtl dbal na udržování kontaktu s potenciálními staviteli, a právě z takového vztahu vzešla v roce 1953 zakázka na stavbu pavilonu výrobce ocelových lan Felten & Guilleaume na výstavišti ve Vídni. Budova měla jednoduchý plán místností, skládající se ze zasedací místnosti a prostorné výstavní plochy. Nekompromisní prosklená fasáda, jasné objemy a mistrné zpracování grafických prvků zařadily tuto drobnou stavbu jako klíčové dílo rakouské poválečné architektury. Stejně jako celá stará budova i pavilon padl za oběť restrukturalizaci výstaviště na přelomu tisíciletí.
V roce 1953 byl Heardtl pozván k účasti v celorakouské otevřené soutěži na Museum der Stadt Wien, kde předložil dva projekty. Budova podle jednoho z jeho návrhů, byla po dlouhém stavebním procesu s Muzejní komisí magistrátu Vídně, otevřena 23. dubna 1959 jako první nová muzejní budova druhé republiky.
Dne 9. srpna 1959 Oswald Haerdtl nečekaně zemřel ve Vídni na infarkt. Byl pohřben na hřbitově Neustift ve Vídni. Jeho náhrobek vytvořil Fritz Wotruba. Je zde pohřbena i jeho manželka Carmela, která zemřela 2. května 1989.

## Dílo

### Obytné a komerční stavby
- 1931–1932 – dvojdům ve Werkbundsiedlung, Vídeň 13, Veitingergasse 115-117
- 1932 – víkendový dům Hedy Antal, Greifenstein, Dolní Rakousko
- 1936 – ředitelství Sozialen Schwestern, Kluž, Rumunsko
- 1949 – dům Bablik, Vídeň 18, Haizingergasse 36
- 1949 – kancelářská budova Heid, Vídeň 1, Mahlerstrasse 6 (stavitel: Hotel Bristol)
- 1952–1956 – obytná a komerční budova, Vídeň 1, Singerstraße 2
- 1953–1954 obytný dům Herbert Pryssok, Vídeň 18, Bastiengasse 69
- 1956 – obytný dům Mierka, Mönchsberg, Salcburk
- 1958–1959 – dvojdomek Prince Romanelli, Vídeň 13, Josef-Gangl-Gasse 2E

### Veřejné stavby
- 1930 – památník Otty Wagnera; spolu s Josefem Hoffmannem; poprvé vztyčený u vnější hradní brány na Heldenplatz; poškozený za války; od roku 1959 na Makartgasse, vedle Akademie výtvarných umění
- 1934–1935 – rakouský pavilon, Světové výstavě 1935, Brusel (soutěž, 1. cena)
- 1936–1937 – pavilon Rakouské republiky, Světová výstava 1937, Paříž (soutěž, 1. cena)
- 1941–1944 – Parkhotel (také označovaný jako Osthotel), Krakov, Polsko
- 1948–1955 – Hotel Bristol, Vídeň
- 1949 – rakouský stánek na pařížském veletrhu
- 1947–1950 – taneční kavárna, Volksgarten, Vídeň
- 1954–1959 – muzeum města Vídně
- 1954–1955 – základní škola, Vídeň 2, Czerninplatz 3
- 1957 – kavárna Arabia, Vídeň 1, Stephansplatz 9 – zničeno v roce 1999

### Průmyslové stavby
- 1950 – Rosenbaumova tiskárna, Vídeň 5, Margaretenstraße 94 – zbořena
- 1953 – výstavní pavilon Felten & Guilleaume, Vídeň 2, výstaviště – odstraněno kolem roku 2000
- 1956 – továrna Eumig, Wiener Neudorf, Dolní Rakousko

### Interiér

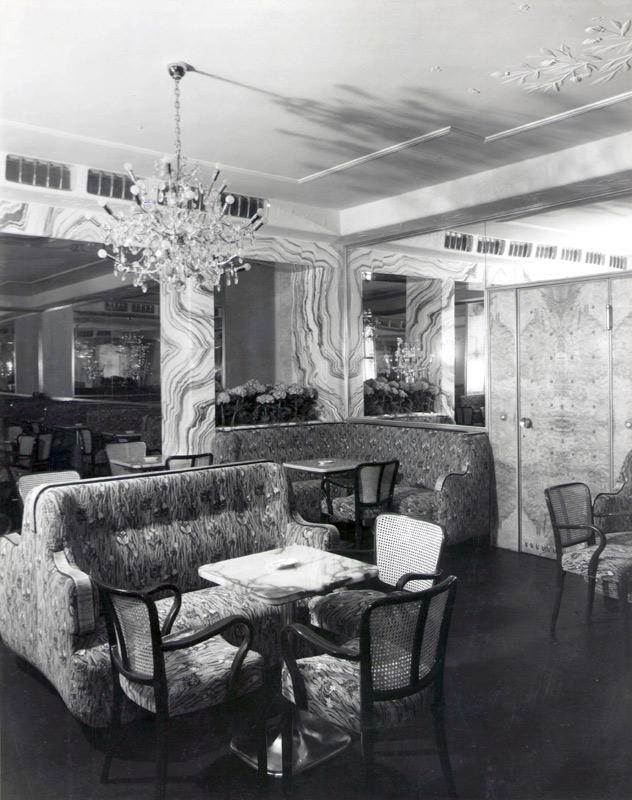
Interiér Café Imperial

- 1924 – návrh „Výstava architektury Uměleckoprůmyslové školy”, Vídeň, Rakouské muzeum umění a průmyslu
- 1925 – vybavení výstavní mbístnosti Vídeňské školy užitého umění a místnosti architektury, Paříž
- 1926–1935 – vybavení vozů pro Rakouské spolkové dráhy u Josefa Hoffmanna
- 1927 – Graben-Café, Vídeň (přestavba a vybavení)
- 1929–1930 – návrh výstavy Österreichischer Werkbund 1930, Vídeň, Rakouské uměleckoprůmyslové muzeum
- 1932 – restaurant Hartmann-Keller, Vídeň (přestavba a vybavení)
- 1932 – parfumerie Ritz, Vídeň 1, Kärntner Straße 22 (portál a vybavení obchodů, adaptace 1947–1948)
- 1932 – cukrárna Altmann & Kühne, Vídeň 1, Graben 30, spolu s Josefem Hoffmannem
- 1934 – Opernperfumerie, Vídeň 1, Kärntner Straße 53, spolu s Josefem Hoffmannem
- 1935 – výstava o typografovi a designérovi Rudolfu von Larischovi, který zemřel v roce 1934
- 1937 – Grand Hotel, Vídeň 1, Kärntner Ring 1 (přestavba a vybavení)
- 1939 – Café Prückel, Vídeň 1, Stubenring 24
- 1937–1938 – Hotel Imperial, Vídeň 1, Kärntner Ring 16 (šatna a kavárna), spolu s Josefem Hoffmannem
- 1937 – Casino Baden, Cercle Privè, Baden (přestavba a vybavení), spolu s Josefem Hoffmannem
- 1944 – německé velvyslanectví v Madridu
- 1946 – Pan American World Airways, Vídeň 1 (konverze a zřízení obchodní kanceláře) – zničeno
- 1947–1950 – taneční kavárna Volksgarten
- 1948 – reprezentační prostory spolkového kancléřství, Vídeň 1, Ballhausplatz (přestavba a vybavení)
- 1949 – rakouského velvyslanectví v Moskvě
- 1950 – rakouského velvyslanectví v Ankaře
- 1950–1957 – Arabia-Espresso, Vídeň 1, Kohlmarkt 5 (konverze 1950, zařízení a adaptace 1952–1957, zbouráno v roce 1999; zbytky zařízení jsou nyní v restauraci „Zum Kaiserlichen Thron“ v bývalém dvorním skladišti nábytku, Vídeň 7, Andreasgasse 7)
- 1951 – návrh výstavy„ Díla prof. O. Haerdtla”, Vídeňská secese
- 1953–1954 – Palais Auersperg, Vídeň 8, Auerspergstraße 1 (restaurace, zimní zahrada, společenské místnosti)
- 1954 – Café Prückel, Vídeň 1, Stubenring 24 (kompletní redesign)
- 1954 – cukrárna Hübner, Parkhotel Schönbrunn, Vídeň 13, Hietzinger Hauptstraße 10-20 – zařízení zničeno
- 1954 – Arabia-Café, Vídeň 17, Hernalser Hauptstraße 73-75
- 1954 – návrh výstavy pro rakouské oddělení na 10. Triennale v Miláně
- 1955 – pánská móda Hermann Teller, Vídeň 3. obvod, Landstrasser Hauptstrasse 88 (přestavby a vybavení)
- 1955 – prodejna Edith Flamm, Vídeň 1, Neuer Markt 12 (módní obchod)
- 1954 – kavárna Arabia, Salcburk, Schwarzstrasse 10 – zničena

### Design
- 1928 – krabička cigaret od rakouské tabákové společnosti (soutěž, 2. místo)
- 1931 – pohřební vůz pro magistrát Vídně (soutěž, 1. cena)
- 1935 – Čestný odznak Za vědu a umění (soutěž, 1. cena)
- 1952 – Čestný odznak Za zásluhy o Rakouskou republiku (soutěž, 1. cena)

Návrh sedacího nábytku, stolů, boxů atd., příborů, sklenic (mj. pro firmu Lobmeyr), porcelánový a stříbrný servis, svítidla atd.

### Nerealizované projekty
- 1926 – Palác národů, Ženeva (soutěž)
- 1930 – rodinný dům pro pojišťovnu Phönix (s Josefem Hoffmannem)
- 1932 – „Rostoucí dům” (soutěž, 2. cena, s Josefem Hoffmannem)
- 1932 – zástavba, Kahlenberg, Vídeň (soutěž, 2. místo)
- 1934 – rakouský pavilon, Benátské bienále
- 1936 – pomník císaře Františka Josefa, Vídeň
- 1938 – návrh výstaviště, Vídeň 2. obvod (soutěž, 2. cena)
- 1939 – pomník Walthera von der Vogelweide, Leopoldsberg, Vídeň
- 1940 – Casino GesmbH Hotel, Krakov, Polsko (soutěž)
- 1947 – koupaliště, Gänsehäufel, Vídeň (soutěž, 3. cena)
- 1947–1952 – obytná a komerční budova „Meinl-Ecke“, Vídeň
- 1948 – Burgtheater – rekonstrukce hlediště (omezená soutěž, jedna cena)
- 1948 – návrh přední části náměstí Stephansplatz (soutěž)
- 1948–1949 – návrh náměstí Stephansplatz po zničení za války, tzv. projekt C.I.A.M (soutěž, s Karlem Schwacherem a Wilhelmem Schüttem)
- 1951 – Heinrichhof, Vídeň 1
- 1955 – tovární osada, Ottenstein der Newag, Dolní Rakousko (soutěž)
- 1955 – administrativní budova pro pracovní komoru, Vídeň (soutěž, 2. cena)
- 1955 – Vídeňské mezinárodní letiště (soutěž)

## Ocenění
- 1921 – Státní cena za „Dům na pylonech” (diplomová práce)
- 1921 – Eitelbergerova cena
- 1934 – Zlatá medaile za zásluhy Rakouské republiky
- 1937 – Rakouská státní cena za architekturu
- 1937 – Zlatá medaile
- 1948 – Cena města Vídně za architekturu

## Studenti (výběr)
- Ernst Beranek
- Leopold Boeckl
- Felix Hasenöhrl
- Heinz Karbus
- Helmut Kohl
- Lukas Matthias Lang
- Walter Lasar
- Fernand Lavandier
- Lukas Lang
- Roland Starzen
- Udo Proksch
- Rudolf Vorderegger
- Herta-Maria Witzemann
- Kurt Zugaj